# هرکیان (سلماس)
هرکیان، روستایی است از توابع بخش کوهسار و در شهرستان سلماس استان آذربایجان غربی ایران.

## جمعیت
این روستا در دهستان شپیران قرار داشته و بر اساس سرشماری سال ۱۳۸۵ جمعیت آن ۵۱۸نفر (۹۶ خانوار) 
بوده‌است.